# أليسيا ديلمور
أليسيا ديلمور (بالإنجليزية: Alycia Delmore)‏ هي ممثلة أمريكية، ولدت في 1950.

## وصلات خارجية
- أليسيا ديلمور على موقع IMDb (الإنجليزية)
- أليسيا ديلمور على موقع قاعدة بيانات الفيلم (الإنجليزية)